# Solomon Cutner
Solomon Cutner   (Londres, 9 d'agost de 1902 - Londres, 22 de febrer de 1988) va ser un pianista britànic conegut professionalment simplement com a Salomó.
Solomon Cutner va néixer al East End de Londres el 1902. Era un prodigi infantil el talent del qual es va reconèixer a l'edat de set anys quan, sense tenir cap formació formal, va realitzar el seu propi arranjament de l'Overture de 1812 al piano familiar. Va donar els seus primers concerts el 1912 als deu anys, es va retirar de la representació pública en la seva adolescència i després va reprendre la seva carrera com a intèrpret adult. Va començar a gravar registres el 1929. De petit va ser enviat a viure amb la seva professora, Mathilde Verne, que havia estudiat amb Clara Schumann.
Després d'establir una reputació, va recórrer molt bé a l'estranger, sobretot abans, durant i poc després de la Segona Guerra Mundial, quan va oferir nombrosos recitals molt estimats als Estats Units i Austràlia. Va estrenar el Concert per a piano en B-flat per Arthur Bliss a la Fira Mundial del New York de 1939. Conegut especialment per la seva afició a Beethoven, que tenia un estatus gairebé llegendari (va emetre tot el cicle de les 32 sonates per a piano per a la BBC), va estar enmig de la gravació del cicle complet de les sonates per a EMI Records quan va patir un cop devastador el 1956, quan se li va paralitzar el braç dret. No va tornar a gravar ni a actuar en públic de nou, però va viure durant 32 anys més. Tingueu en compte que l'obituari del New York Times citat al final d'aquest article dona per error la data del ictus com a 1965. També es consideren molt importants els seus enregistraments de Mozart, Schumann i Brahms; Els seus enregistraments de Debussy, Bach i Schubert també són molt estimats.
Va ser nomenat comandant de l' Ordre de l'Imperi Britànic (CBE) el 1946. Va morir a Londres el 1988, amb 85 anys.

## Anàlisis
"A la Pathétique, les virtuts més familiars de Salomó estan perfectament unides amb el sentit propi del drama i la intensitat. Rarament es pot expressar amb més concentració el primer romanticisme de Beethoven, però es va expressar amb més claredat. Es crea el suspens al final de la famosa introducció de Grave, com és sovint el cas de Salomó, per una escrupolosa adherència al text, mentre que d'altres poden ser més tempestes i, de fet, rampants en el següent Allegro di molto e con brio, pocs podrien rivalitzar amb el comandament general de Salomó."
El mateix drama i la mateixa intensitat també s'escolten en la seva potent, segura i immaculada lectura de la Sonata de piano nº 21 de Beethoven, en major, op. 53 ("Waldstein").
Els primers enregistraments de Salomó es van fer el 1929 per a la sucursal anglesa de Columbia Records. Posteriorment va gravar per a HMV. La majoria dels seus enregistraments han aparegut en disc compacte, directament mitjançant EMI/Warner o sota llicència del segell Testament. Abans de l'aparició de la seva incapacitat del seu braç el 1956 va gravar un bon grapat d'obres en estèreo, però ja sigui en estèreo o en mono les seves gravacions valen la pena d'escoltar-les; la claredat, la bellesa tonal i la imaginació del seu joc superant les mancances de la tècnica de gravació. La representació de la sonata Moonlight de Beethoven de Salomó destaca pel seu lirisme poètic i per la seva natural passió forçada; a l'opus 111 estava en el seu element.

## Discografia
- Ludwig van Beethoven Concerto de piano nº 3 en re menor, op. 37; Gravat el 18 de desembre de 1952 amb l'Orquestra Concertgebouw i Eduard van Beinum.[5]
- Johannes Brahms Piano Concerto No. 1 in D minor, Op. 15; Gravat el 1956 amb l'Orquestra RAI de Torí i Lorin Maazel.[6]
- Arthur Bliss Concert per a piano a B ♭; Actuació d'estrena mundial gravada a Carnegie Hall, Nova York, el 10 de juny de 1939 amb l'Orquestra Filharmònica-Simfònica de Nova York i Sir Adrian Boult.[7]
- Robert Schumann Carnaval, Op. 9; Gravat a Berlín, RIAS Funkhaus, Studio 7, el 24 de febrer de 1956.[8]

## Gravacions
- Salomó: Els primers enregistraments, 1942–43. Frédéric Chopin, Etude per al piano núm. 9 en format menor, op. 10/9, CT. 22, Etude per a piano nº 14 en re menor, op. 25/2, CT. 27, Etude per a piano núm. 15 en F major, op. 25/3, CT 28., Nocturn per a piano nº 8 a D flat flat, Op. 27/2, CT. 115, Berceuse per a piano en D flat major, Op. 57, CT. 7, Variacions de Johannes Brahms (25) i Fugue sobre un tema de Handel, per a piano, a B flat major, op. 24, Ludwig van Beethoven Piano Trio a B flat major ("Arxiduc"), op. 97. CD Signature Series Records, 1994.
- Beethoven: tres sonates preferides - Seraphim Records LP 60286
- Beethoven: Concert per a piano núm. 1 a C Major - Angel Records LP 35580
- Beethoven: Piano Sonatas Opp. 90, 101, 106, 109, 110 i 111 - CD EMI Classics, 1993.
- Beethoven: Concertos per a piano nº 2-5; Piano Sonata n º 14 - CD EMI Classics, 1995.
- Schumann, Brahms i Liszt. Robert Schumann Carnaval per a piano, op. 9. Johannes Brahms, piano Sonata núm. 3 en fa menor, op. 5. Franz Liszt, La Leggierezza, per a piano en F menor (Grandes études de concert n ° 2), S. 144/2 (LW A118 / 2), Au bord d'une source (II i III), per a piano (Années I / 4), S. 160/4 i S. 160 / 4bis (LW A159 / 4), Rapsòdia hongaresa, per a piano nº 15 en menor (Rákóczi-Marsch III), S. 244/15 (LW A132 / 15) - Registres de testaments, 1996.
- The Complete Recordings of Chopin: Testament Records CD, 1993.
- Solomon Plays Brahms: Concert per a piano nº 1 en re menor, op. 15, Variacions (25) i Fugue sobre un tema de Handel, per a piano, en B flat major, op. 24. Registres de testaments, 1994.
- Mozart: concerts per a piano # 23, A major, KV488 i # 24, C minor, KV 491 la veu del seu mestre ALP 1316.